# Avenida General Francisco Fernández de la Cruz
La avenida General Francisco Fernández de la Cruz es una importante arteria vial del sur de la Ciudad de Buenos Aires, Argentina. En su trayecto se encuentran predios deportivos, recreativos y el único centro comercial (shopping) del sur porteño. El Premetro transita un tramo de esta avenida.

## Historia
El tramo de Nueva Pompeya es el más antiguo de esta vía. Se lo denominó Arena segunda por ser un camino arenoso hasta que una ordenanza de 1893, le impuso el nombre de Francisco Fernández de la Cruz. Perteneció al Partido de San José de Flores hasta 1888, año en el que se anexó este partido a la ciudad de Buenos Aires. Este camino era muy utilizado por los reseros y sus tropas de ganado. Se acostumbraba en él, correr carreras cuadreras y cinchadas. Recién en 1940, saldrá una ordenanza que ordena su pavimentación en dos tramos: desde Centenera hasta avenida La Plata y de Centenera hasta Lacarra. Por la existencia de los Bañados de Flores, esta avenida se discontinuaba entre Lacarra y Lisandro de la Torre (ex Tellier). Vecinos de Villa Riachuelo conformaron sociedades de fomento para exigir la apertura y la pavimentación de la avenida Cruz, ya que quedaban aislados de las áreas centrales de la ciudad.

## Toponimia
Lleva su nombre en honor al militar argentino Francisco Fernández de la Cruz quien luchó en las guerras de la Independencia de su país y ocupó algunos cargos políticos.

## Recorrido
Esta avenida tiene su recorrido en sentido este-oeste.
La avenida comienza en la intersección de Avenida La Plata, siendo continuación de Avenida Chiclana.
A la altura de la calle Del Barco Centenera mirando al sur, se encuentra el puente del Ferrocarril General Belgrano.
En los próximos 500 metros cruzando la Avenida Perito Moreno, se ubica el Estadio Pedro Bidegain del Club Atlético San Lorenzo de Almagro; aunque la entrada es por la calle Coronel Esteban Bonorino.
A esa altura entra al barrio de Villa Soldati.
En la intersección con la calle Mariano Acosta se hallan las vías del Premetro, y a los 300 metros se encuentra el puente de la Autopista Presidente Héctor Cámpora, sobre la calle Lacarra, y cruzando el puente sobre esta avenida, se observan nuevamente las vías del Ferrocarril General Belgrano y luego el Parque de la Ciudad. En el predio de este parque, se erige el Hospital de Agudos Cecilia Grierson. En los próximos metros, en la rotonda de Avenida Escalada se encuentra el centro comercial (shopping) Factory Parque Brown y el Hipermercado Jumbo e Easy, de la cadena Cencosud. 
Entrando al barrio de Villa Lugano, a la izquierda de esta corre el Premetro. Cruzando la Avenida Larrazábal, a la izquierda se encuentra el Barrio General Savio o las torres de Lugano I y II, y pasando la calle Murguiondo, el Barrio Mascías.
A partir de la calle Lisandro de la Torre hasta la avenida General Paz, recorre el barrio de Villa Riachuelo. En esta parte de su trayecto, se encuentran la plaza Sudamérica y la parroquia Santo Cristo.

## Intersecciones y sitios de interés

### Nueva Pompeya (1-1700)
- 800: Avenida La Plata
- 1.500: avenida Del Barco Centenera - Estación Metrobús Del Barco Centenera

### Flores/Nueva Pompeya (1700-2200)
- 1.900: Avenida Perito Moreno - Estación Metrobús Perito Moreno - Villa 1-11-14
- 1.900-2.500: Estadio Pedro Bidegain del club San Lorenzo de Almagro - Estación Metrobús Polideportivo San Lorenzo - Barrio Charrúa

### Villa Soldati (2200-4500)
- 2.600: avenida Varela  - Estación Metrobús Varela (Ramal Cruz)- Escuela Infantil San Lorenzo de Almagro- Estación Metrobús Lafuente (Ramal Cruz)
- 3.300: Mariano Acosta - Estación Fernández de la Cruz (Premetro)
- 3.600: Autopista Cámpora (ex Lacarra)
- 4.000-4.400:  Parque de la Ciudad - Hospital Cecilia Grierson - Polo Farmacéutico

### Villa Lugano (4500-6100)
- 4.500-5.300: avenida Escalada - Barrio Papa Francisco - Factory Parque Brown-  Hipermercado Jumbo, Easy- Golf Club José Jurado- Parque de las Victorias
- 5.400: Larrazábal - Sede Ciclo Básico Común (CBC), (UBA) - Escuela Armada Argentina- Plazoleta Aeronáutica Argentina -Complejo habitacional Lugano I-II
- 5.700-6000: Barrio Mascías - Centro Primera Infancia (CPI) Un cuentito de verdad[4] - Barrio Parque Almirante Brown

### Villa Riachuelo (6100-7000)
- 6.500: Piedrabuena - Plaza Sudamérica - Estación Piedrabuena (Ramal Fernández de la Cruz del Metrobús)
- 6.800: Parroquia Santo Cristo[5] - Colegio Macnab Bernal - Complejo habitacional Alborada

## Galería

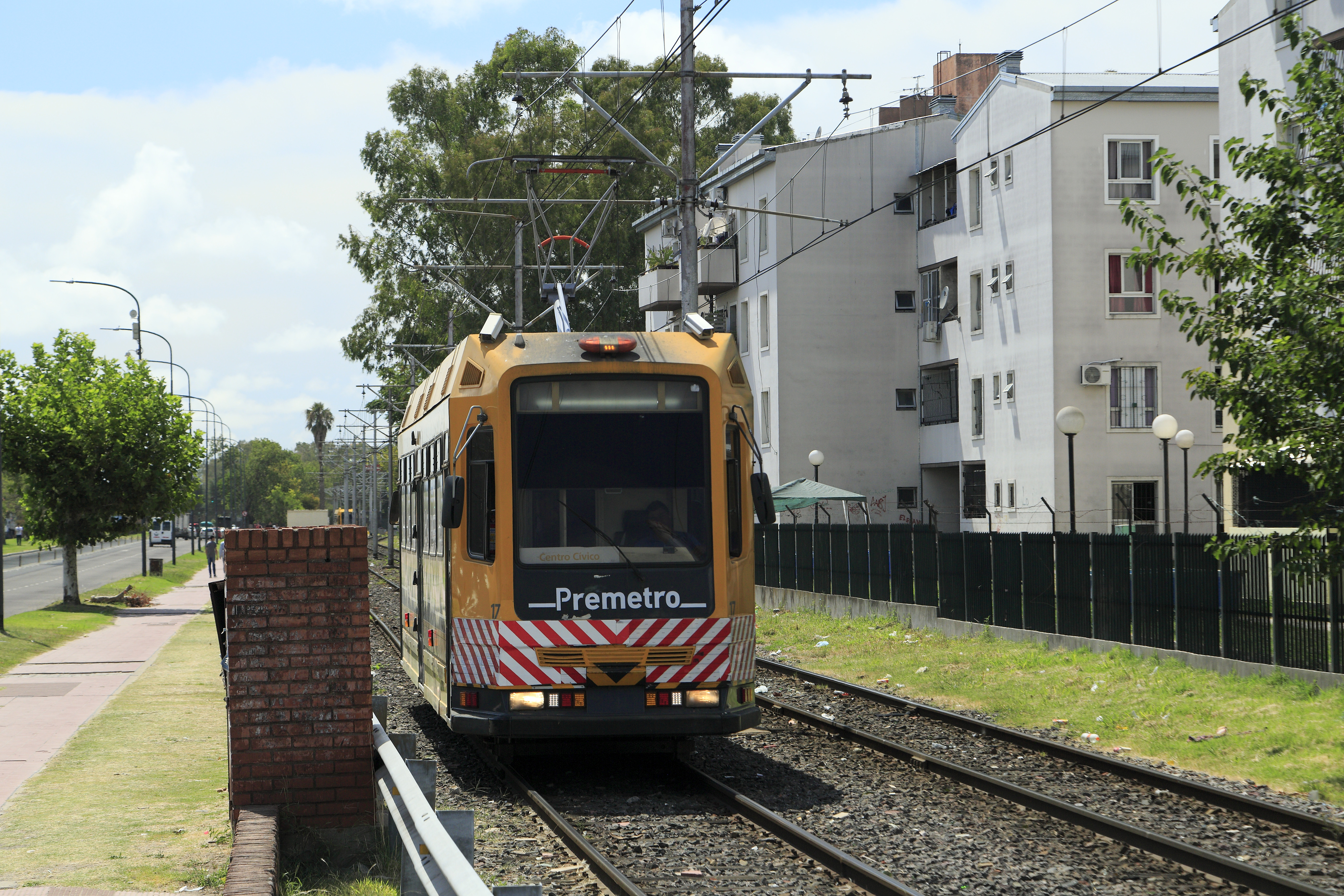
Premetro, Estación Pola.
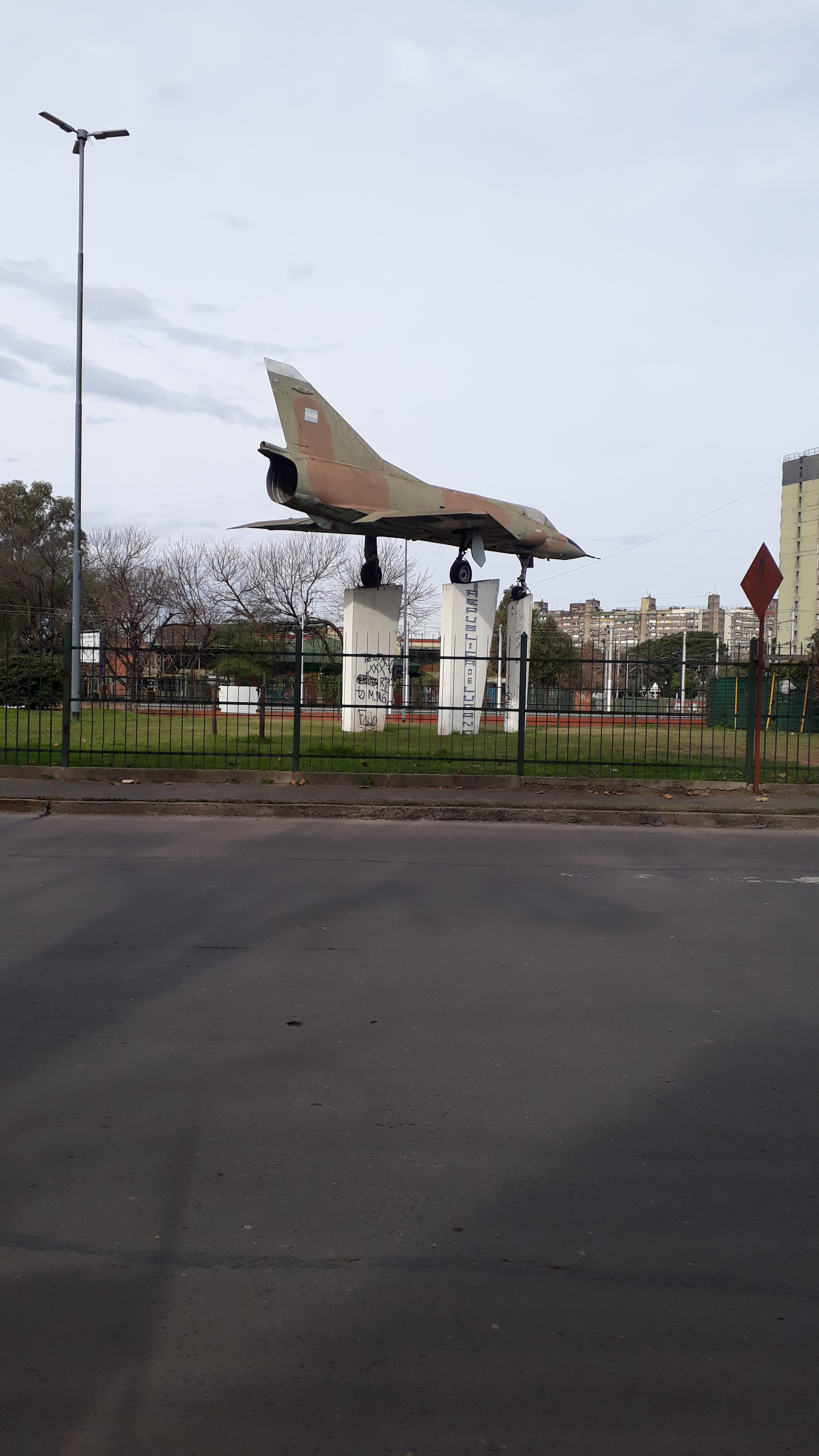
Plazoleta Aeronáutica Argentina, en Villa Lugano.
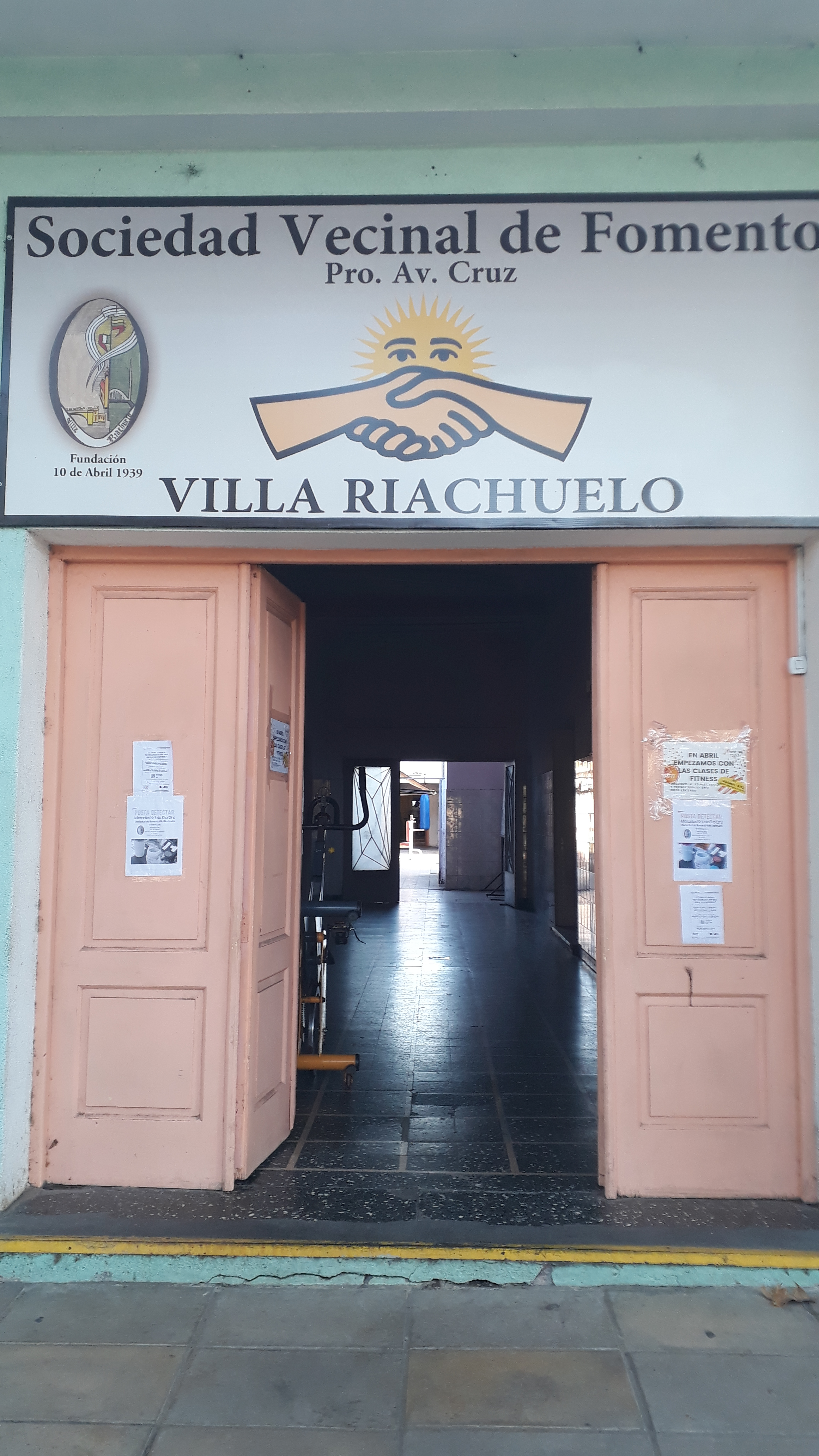
Esta sociedad de fomento fue creada por vecinos de Villa Riachuelo para exigir la pavimentación de la avenida Cruz.
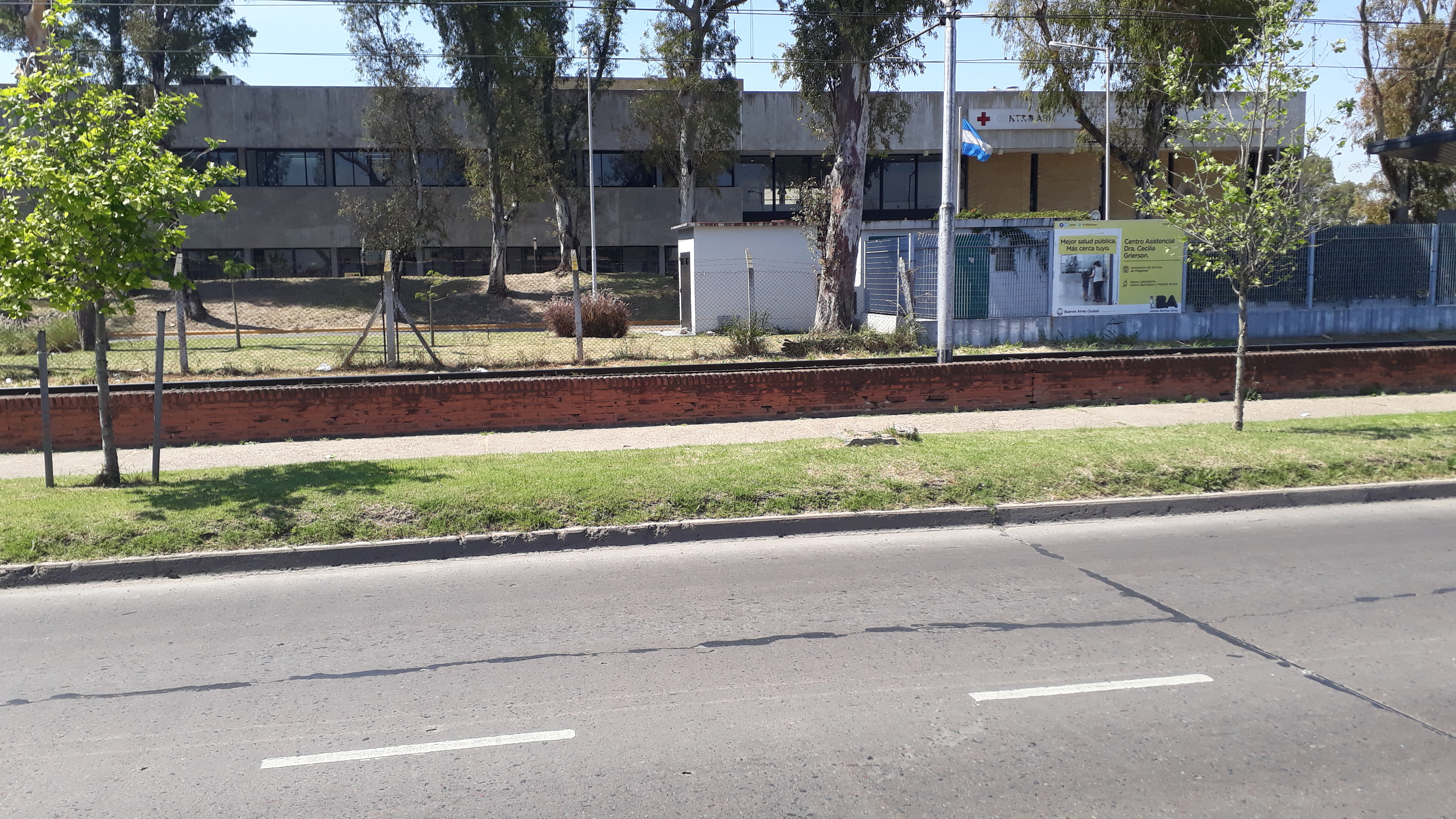
Hospital General de Agudos Cecilia Grierson